# Doomadgee Airport
Doomadgee Airport är en flygplats i Australien. Den ligger i kommunen Doomadgee och delstaten Queensland, omkring 1 800 kilometer nordväst om delstatshuvudstaden Brisbane.
Trakten runt Doomadgee Airport är nära nog obefolkad, med mindre än två invånare per kvadratkilometer..
Omgivningarna runt Doomadgee Airport är huvudsakligen savann. Genomsnittlig årsnederbörd är 863 millimeter. Den regnigaste månaden är januari, med i genomsnitt 287 mm nederbörd, och den torraste är augusti, med 1 mm nederbörd.